# Анакреон
Анакреон (на старогръцки: Ἀνακρέων ὁ Τήϊος) е древногръцки поет, смятан, наред с Архилох, за един от най-значимите автори на поезия на йонийски диалект. По-късно е включен в каноничния списък на Деветимата лирици на Древна Гърция. Той е запомнен като автор на гуляйджийски песни, макар че представата за него в тази насока често е преувеличена. Днес са оцелели само отделни откъси от стиховете му.

## Биография
Анакреон е роден в град Теос в Йония, на западния бряг на Мала Азия. Според ограничените сведения за живота му той взема участие в опитите на съгражданите си да се противопоставят на настъплението на войските на персийския цар Кир Велики. След неуспеха във войната, заедно с много свои съграждани заминава за Тракия, където основават колонията Абдера.
Оттам Анакреон заминава за Самос, където става приближен на местния тиран Поликрат. В замяна на привилегиите си в двора, той пише множество оди, прославящи владетеля. След смъртта на Поликрат през 522 пр.н.е. е поканен в Атина от местния владетел Хипарх, където остава до неговото убийство през 514 пр.н.е. Според някои източници, след това живее известно време в Тесалия, след което се завръща в родния си град, където умира около 485 пр.н.е.